# امیرانی

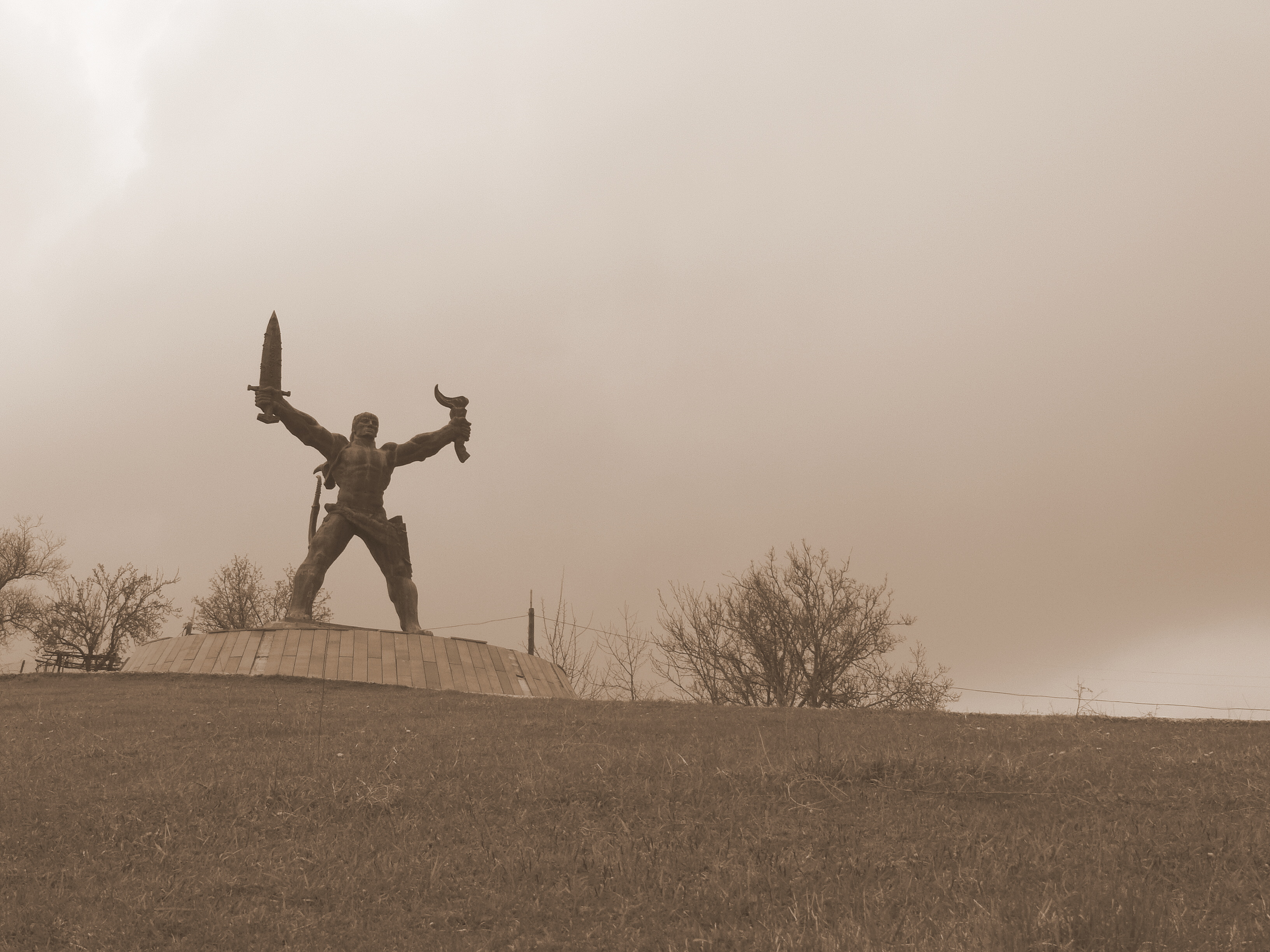
یادمان امیرانی در گرجستان

امیرانی (گرجی: ამირანი) یا امیران، نام یک قهرمان فرهنگی در اسطوره‌های گرجی و از نوع حماسی است که شباهت‌هایی با پرومته در اساطیر کلاسیک دارد. روایت‌های مختلف از این اسطوره نشان می‌دهند که داستان آمیرانی در گذر زمان دستخوش دگرگونی شده است. منشأ این افسانه به حدود ۳٬۰۰۰ تا ۲٬۰۰۰ سال پیش از میلاد، یعنی آغاز عصر آهن بازمی‌گردد، و همچون اسطورهٔ خِرد کنشگر، ارتباطی میان انسان و شناخت ایجاد می‌کند.
امیرانی با معرفی استفاده از فلز به انسان‌ها، فرمان خدا را زیر پا می‌گذارد. همانند پرومته، او نیز مجازات می‌شود و در رشته‌کوه قفقاز به زنجیر کشیده می‌شود، در حالی‌که سگ نفرین‌شده‌اش به نام قورشا همراه اوست. در روایت مشابه با اسطورهٔ پرومته، یک عقاب در طول روز جگر او را می‌خورد، ولی شب هنگام بدنش دوباره التیام می‌یابد.

## تاریخچه
امیرانی فرزند دالی، ایزدبانوی قفقازیِ شکار بود، اما پیش از موعد از رحم او بیرون آورده شد و به‌دست یک شکارچی به نام سولکالماه و همسرش دارجان بزرگ شد، در کنار دو پسر طبیعی آن‌ها به نام‌های بدری و اوسوپ. این سه با یکدیگر با دیوان جنگیدند و یک غول سه‌سر را شکست دادند؛ سرهای این غول به مار تبدیل شدند. امیرانی همچنین با اژدها نبرد کرد؛ او در نهایت توسط اژدهای سیاه بلعیده شد، اما شکم اژدها را از درون شکافت و بیرون آمد.
در جریان جست‌وجوی عروس، امیرانی با ارواح شرور دیگری روبه‌رو شد که منجر به کشته‌شدن برادران فانی‌اش شد. او تلاش کرد خودکشی کند، اما پی برد که نمی‌تواند بمیرد و دوباره زنده می‌شود. پس از آن، امیرانی جست‌وجوی همسر را رها کرد و با پشتیبانی خدای بزرگ قمرتی (واژهٔ گرجی برای «خدا») با غولی دیگر و سپس با خود خدا وارد نبرد شد. در پاسخ به این گستاخی، خداوند او را در سه مرحله مجازات کرد: نخست، او را به میله‌ای فرورفته در زمین بست؛ دوم، در زنجیرش در گذرگاهی کوهستانی دفن کرد که مانند غاری بر فراز او شکل گرفته بود؛ و سوم، هر سال در یک شب، کوه باز می‌شد و امیرانی را معلق در هوا نمایان می‌ساخت، جایی که انسانی می‌کوشید بی‌ثمر او را آزاد کند، و سپس کوه دوباره بسته می‌شد.
در بخش‌هایی از پادشاهی ایبری، روایت دیگری که مشابه اسطوره‌های یونانی است، رواج داشت؛ در آن روایت، یک عقاب که از سوی ایزدان فرستاده شده، هر روز به امیرانی حمله می‌کرد. مردم برای گرامی‌داشت این اسطوره، تا مدت‌ها به نابودی آشیانه‌های‌ عقاب‌ها، که دشمن امیرانی پنداشته می‌شدند، می‌پرداختند. روایت سوان‌ها از پادشاهی متحد گرجستان، دقیق‌ترین نسخهٔ این اسطوره دانسته می‌شود
آتشفشان فرازمینی امیرانی ، نام خود را از این شخصیت اسطوره‌ای گرفته است.